# Восточная парадельма
Восточная парадельма (лат. Paradelma orientalis) — вид безногих ящериц из семейства чешуеногов. Редкий, малоизученный эндемик северо-восточной Австралии (штат Квинсленд).

## Описание
Длина — 16 см. Верхняя часть тела блестящего коричневого или тёмно-серого цвета, нижняя — белого с возможным тусклым продольным полосатым узором, образованным утемнёнными в центре чешуйками. Присутствует чёрная полоса на шее. Хвост примерно в два раза длиннее тела.

## Ареал
Центрально-восточная часть австралийского штата Квинсленда. Наземная змея; обычно обитает в эвкалиптовых лесах, в лиановых зарослях и на песчаниковых грядах; укрывается под брёвнами, камнями, мёртвым покровом, в завалах.